# Nagriamel

Proposed flag of the Republic of Vemerana, 1980.

Nagriamel (auch: Nagriamel Customs Union, Nagriamel Movement) ist eine Partei in Vanuatu.

## Geschichte
Die Partei wurde im Januar 1966 bei einem Meeting von Chiefs in Espiritu Santo gegründet, welches Chief Buluk aus Big Bay einberufen hatte. Als älteste politische Bewegung mit Verbreitung über das komplette Territorium der Neuen Hebriden, schätzte man 1969 ca. 10.000 Mitglieder (etwa 1/8 der Bevölkerung), mit dem Schwerpunkt im Norden des Territoriums. Der Name 'Nagriamel' wurde aus einer Kombination der Namen zweier Pflanzen geschaffen: nagria, ein Croton, und mel, ein Palmfarn. Bald nach ihrer Gründung wurde Jimmy Stevens („Moses“) eine wichtige Persönlichkeit der Bewegung, nachdem er Angeboten hatte, Waffen an die Chiefs zu verkaufen. Er nutzte viele Spenden, die der Partei gespendet worden waren, um einen landwirtschaftlichen Komplex in Vanafo anzulegen.
Die Partei rief auf zur Rückgabe allen Landes, welches sich Europäer angeeignet hatten und welches nicht für landwirtschaftliche Bebauung genutzt wurde. Zunächst wurde auch die Ansicht vertreten, dass die Neuen Hebriden für die Unabhängigkeit nicht reif seien und für die Modernisierungen, die dies mit sich bringen würde, wohl, weil die Partei von französischen Unabhängigkeits-feindlichen Gruppierungen, sowie von der Phoenix Foundation beeinflusst wurde. In den Wahlen in den Neuen Hebriden 1975 gewann die Partei zwei der 29 Sitze in dem neuen Parlament.
Als die Unabhängigkeitsbewegung nach 1975 an Fahrt aufnahm, was vor allem von der mehr Anglo-zentrischen Vanua’aku Pati und von Walter Lini vorangetrieben wurde, mühte sich Nagriamel das Ende des British–Französischen Kondominiums hinauszuzögern. Mit Unterstützung der Phoenix Foundation erklärte Nagriamel die Unabhängigkeit der Republic of Vemerana auf Espiritu Santo am Vorabend der Unabhängigkeit 1980. Die Vanua’aku Party und Soldaten aus Papua-Neuguinea zerschlugen die Bewegung einige Wochen später (Coconut War). Repressalien gegen Unterstützer der Nagriamel-Bewegung folgten.
Nach der Unabhängigkeit nahm die Partei wieder an den Wahlen teil. 1983 errang sie einen Sitz für Harry Karaeu. In den Wahlen 1987 verlor sie diesen wieder, konnte aber bereits 1991 wieder ins Parlament einziehen. 1995 hielt sie den Sitz, verlor ihn aber 1998 erneut. Erst 2008 schaffte es Havo Moli für Malo/Aore wieder ins Parlament. Und Moli wurde sogar Minister for Agriculture (Landwirtschaftsminister).
2012 gewann die Partei drei Sitze, neben Moli waren dies Samsen Samson und John Lum. 2016 konnte sie diese Sitze auch halten, während 2020 nur noch ein Mandat gehalten wurde.
Die Partei setzt sich immer wieder für Vanuatus Status als Steueroase ein, sowie für das private Unternehmertum (traditionell eine Position der Politischen Rechten), aber sie fördert freie Erziehung und öffentliche Gesundheitsfürsorge (generell eine Position der Linken), außerdem setzt sie sich dafür ein, dass moderner Individualismus nicht althergebrachte, traditionelle Werte (customary values) untergräbt.

## Wahlergebnisse
| Wahl      | Stimmen                          | %                                | Mandate |
| --------- | -------------------------------- | -------------------------------- | ------- |
| Wahl 1975 | 650                              | 1,3                              | 0 / 29  |
| Wahl 1977 | Die Partei boykottierte die Wahl | Die Partei boykottierte die Wahl | 0 / 38  |
| Wahl 1979 | –                                | –                                | 0 / 39  |
| Wahl 1983 | 1.254                            | 2,8                              | 1 / 39  |
| Wahl 1987 | 766                              | 1,4                              | 0 / 46  |
| Wahl 1991 | 1.822                            | 2,9                              | 1 / 46  |
| Wahl 1995 | 1.337                            | 1,8                              | 1 / 50  |
| Wahl 1998 | 162                              | 0,2                              | 0 / 52  |
| Wahl 2002 | 505                              | 0,6                              | 0 / 52  |
| Wahl 2004 | 405                              | 0,4                              | 0 / 52  |
| Wahl 2008 | 3.016                            | 2,9                              | 0 / 52  |
| Wahl 2012 | 5.092                            | 4,2                              | 0 / 52  |
| Wahl 2016 | 4.128                            | 3,6                              | 0 / 52  |
| Wahl 2020 | 2.980                            | 2,1                              | 0 / 52  |
| Wahl 2022 | 3.240                            | 2,4                              | 1 / 52  |